# كالمان شوفاري
كالمان شوفاري (بالمجرية: Sóvári Kálmán)‏ (مواليد 21 ديسمبر 1940) هو لاعب كرة قدم. يلعب مع منتخب المجر لكرة القدم. سبق له أن لعب في كأس العالم لكرة القدم مع منتخب بلاده.

## روابط خارجية
- كالمان شوفاري على موقع الاتحاد الدولي (مؤرشف)  (الإنجليزية)
- كالمان شوفاري على موقع قاعدة بيانات كرة القدم.إي يو (الإنجليزية)
- كالمان شوفاري على موقع ناشيونال فوتبول تيمز (الإنجليزية)